# БМК-225
БМК-225 — буксирно-моторный катер.

## Описание
Буксирно-моторный катер БМК-225 предназначен для моторизации понтонного парка ПП-91 (ПМП) и выполнения других задач по оборудованию и содержанию переправ.
В составе понтонного парка ПП-91 4 катера. На суше катер перевозится на понтонных автомобилях КрАЗ-260 или Урал-5323.
Катер разработан и производится на ОАО «Судостроительный завод «Вымпел»»

### Технические характеристики
- длина — 9,06 м;
- ширина — 2,76 м;
- осадка при полном водоизмещении — 0,65 м;
- осадка при водоизмещении порожнем — 0,59 м;
- масса катера с полностью заправленными системами и с инвентарным имуществом — 7450 кг;
- максимальная скорость на воде — до 20 км/ч.

Двигатель:
- дизель СМД-601;
- мощность — 166 (225) кВт (л.с);
- среднечасовой расход топлива — 35,86 кг;
- среднечасовой расход масла — 0,108 кг.